# Cas Schalk i Kopf contra Àustria
El cas Schalk i Kopf contra Àustria (Sol·licitud núm. 30141/04) és un cas resolt el 24 de juny de 2010 pel Tribunal Europeu de Drets Humans (TEDH) en el qual es va aclarir que el Conveni Europeu de Drets Humans (CEDH) no obliga els Estats membres a legislar ni a reconèixer legalment els matrimonis entre persones del mateix sexe.

## Fets
Els sol·licitants són una parella del mateix sexe que viu a Viena, Àustria. El 10 de setembre de 2002 van sol·licitar a l'Oficina per a Assumptes d'Estat Personal (Standesamt) que procedís amb les formalitats per permetre'ls contreure matrimoni. Per decisió de 20 de desembre de 2002, l'Oficina Municipal de Viena (Magistrat) va rebutjar la sol·licitud dels sol·licitants. Referint-se a l'article 44 del Codi Civil (Allgemeines Bürgerliches Gesetzbuch), sostenia que el matrimoni només es podia contreure entre dues persones de sexe oposat. Segons la jurisprudència constant, un matrimoni conclòs per dues persones del mateix sexe era nul i sense efecte. Com que els sol·licitants eren dos homes, no tenien capacitat legal per contreure matrimoni. Els demandants van presentar llavors un recurs davant el Governador Regional de Viena (Landeshauptmann), que també va ser desestimat. En la seva decisió de l'11 d'abril de 2003, el governador va confirmar la visió legal de l'Oficina Municipal. A més, es va referir a la jurisprudència del Tribunal Administratiu (Verwaltungsgerichtshof) segons la qual constituïa un impediment per al matrimoni si les dues persones en qüestió eren del mateix sexe.
L'últim i definitiu recurs dels demandants va ser una denúncia davant el Tribunal Constitucional (Verfassungsgerichtshof). En aquesta demanda els demandants van al·legar que la impossibilitat legal de contreure matrimoni constituïa una violació del seu dret constitucional respecte a la vida privada i familiar i del principi de no discriminació. S'ha de tenir en compte que Àustria considera que el Conveni Europeu de Drets Humans forma part del seu propi dret constitucional. Per consegüent, les disposicions jurídiques a què es refereixen els demandants són les que figuren en els articles 12, 8 i 14 de la Convenció. Van argumentar que la noció de matrimoni havia evolucionat des de l'entrada en vigor del Codi Civil en 1812. En particular, la procreació i l'educació dels fills ja no formaven part integrant del matrimoni. En la percepció actual, el matrimoni era més aviat una unió permanent que abastava tots els aspectes de la vida. No hi havia cap justificació objectiva per a excloure a les parelles del mateix sexe de la celebració del matrimoni, sobretot tenint en compte que el Tribunal Europeu de Drets Humans ha reconegut que les diferències basades en l'orientació sexual requereixen raons d'especial pes. Altres països europeus o bé permetien els matrimonis entre persones del mateix sexe o bé havien modificat d'una altra manera la seva legislació a fi d'atorgar la mateixa condició a les parelles del mateix sexe.
El 12 de desembre de 2003, el Tribunal Constitucional va desestimar la demanda dels demandants. Les parts pertinents de la seva sentència deien el següent: "Ni el principi d'igualtat establert en la Constitució Federal Austríaca ni el Conveni Europeu de Drets Humans (com ho demostra "l'home i la dona" en l'article 12) requereixen que el concepte de matrimoni com una cosa orientada a la possibilitat fonamental de la paternitat s'estengui a les relacions d'un altre tipus. (...) "El fet que les relacions entre persones del mateix sexe estiguin compreses en el concepte de vida privada i, com a tals, gaudeixin de la protecció de l'article 8 del Conveni Europeu de Drets Humans -que també prohibeix la discriminació per motius no objectius (article 14 del Conveni Europeu de Drets Humans)- no dona lloc a l'obligació de modificar el dret del matrimoni. "No és necessari en aquest cas examinar si la llei discrimina injustificadament les relacions entre persones del mateix sexe, i en quins àmbits, en establir normes especials per a les parelles casades. Tampoc és tasca d'aquest tribunal assessorar la legislatura sobre qüestions constitucionals o fins i tot de política jurídica". "En canvi, la demanda ha de ser desestimada per infundada", conclou la sentència.

## Judici

### No hi ha violació de l'article 12 de la Convenció
Els demandants van al·legar que el fet que Àustria no reconegués legalment els matrimonis entre persones del mateix sexe constituïa una violació de l'article 12 del Conveni Europeu de Drets Humans, que disposa el següent

| « | Els homes i dones en edat de contreure matrimoni tenen dret a casar-se i a fundar una família, d'acord amb les lleis nacionals que regeixen l'exercici d'aquest dret. | » |
El Tribunal va desestimar unànimement aquesta demanda:
"El Tribunal observa que l'article 12 atorga el dret a casar-se a "homes i dones". La versió francesa estableix "l'homme et la femme ont le droit des marier". A més, l'article 12 atorga el dret a fundar una família. Els demandants van argumentar que la redacció no implicava necessàriament que un home només pogués casar-se amb una dona i viceversa. El Tribunal observa que, considerada aïlladament, la redacció de l'article 12 podria interpretar-se de manera que no exclogués el matrimoni entre dos homes o dues dones. No obstant això, en canvi, tots els altres articles substantius del Conveni concedeixen drets i llibertats a "tota persona" o estableixen que "ningú" ha de ser sotmès a uns certs tipus de tracte prohibit. Per tant, l'elecció de la redacció de l'article 12 ha de considerar-se deliberada. A més, ha de tenir-se en compte el context històric en el qual es va adoptar la Convenció. En el decenni de 1950 el matrimoni s'entenia clarament en el sentit tradicional de ser una unió entre parelles de diferent sexe".

### No hi ha violació de l'article 14 en relació amb l'article 8 de la Convenció
Com a argument de suport, els demandants es van queixar, en virtut de l'article 14 en relació amb l'article 8 de la Convenció, que havien estat discriminats a causa de la seva orientació sexual, ja que se'ls va negar el dret a contreure matrimoni.

En relació amb aquesta part de la denúncia, el Tribunal Europeu de Drets Humans va assenyalar el següent:
"En la mesura en què els demandants semblen sostenir que, si no s'inclou en l'article 12, el dret a contreure matrimoni podria derivar-se de l'article 14 en relació amb l'article 8, el Tribunal no pot compartir la seva opinió. Reitera que la Convenció ha de ser llegida en el seu conjunt i que, per tant, els seus articles han de ser interpretats en harmonia els uns amb els altres. Tenint en compte la conclusió a la qual s'ha arribat anteriorment, és a dir, que l'article 12 no imposa als Estats contractants l'obligació de concedir a les parelles del mateix sexe l'accés al matrimoni, l'article 14 adoptat en conjunció amb l'article 8, una disposició de propòsit i abast més generals, tampoc pot interpretar-se com una obligació d'aquest tipus.
Els demandants també van considerar que aquests articles eren violats per la falta de reconeixement legal de les parelles del mateix sexe a Àustria abans de 2010. El Tribunal va respondre:
El Tribunal no pot deixar d'assenyalar que està sorgint un consens europeu en favor del reconeixement jurídic de les parelles del mateix sexe. A més a més, aquesta tendència s'ha desenvolupat ràpidament en l'últim decenni. No obstant això, encara no hi ha una majoria d'Estats que prevegin el reconeixement jurídic de les parelles del mateix sexe. Per consegüent, l'àmbit en qüestió ha de continuar considerant-se com un àmbit de drets en evolució sense un consens establert, en el qual els Estats també han de gaudir d'un marge d'apreciació quant al moment de la introducció dels canvis legislatius. (...) La Llei de Parelles Registrades d'Àustria, que va entrar en vigor el 1r de gener de 2010, reflecteix l'evolució descrita anteriorment i, per consegüent, forma part del consens europeu emergent. Encara que no està a l'avantguarda, no es pot retreure al legislador austríac que no hagi introduït abans la Llei de Parelles Registrades Registrades.
Els jutges Rozakis, Spielmann i Tulkens van dissentir referent a això, declarant:
Havent identificat una "situació rellevantment similar" (par. 99), i subratllat que "les diferències basades en l'orientació sexual requereixen raons particularment serioses per servir com a justificació" (par. 97), el Tribunal hauria d'haver trobat una violació de l'article 14 pres en conjunt amb l'article 8 del Conveni perquè el Govern demandat no va presentar cap argument per a justificar la diferència de tracte, basant-se en aquest sentit principalment en el seu marge d'apreciació (par. 80). No obstant això, en absència de qualsevol motiu convincent que ofereixi el Govern demandat per a justificar la diferència de tracte, no hauria d'haver-hi espai per a aplicar el marge d'apreciació. En conseqüència, l'"existència o no d'un terreny comú entre les lleis dels Estats contractants" (par. 98) és irrellevant, ja que aquestes consideracions són només una base subordinada per a l'aplicació del concepte de marge d'apreciació. En efecte, només en el cas que les autoritats nacionals ofereixin motius de justificació, la Cort pot estar convençuda, tenint en compte la presència o l'absència d'un criteri comú, que estan més ben situades que ella per a tractar eficaçment la qüestió.

### Obiter dictumsobre les relacions entre persones del mateix sexe per a ser considerades una forma de "vida familiar"
El Tribunal, per primera vegada, ha acceptat les relacions entre persones del mateix sexe com una forma de "vida familiar". La declaració diu el següent:
"...la jurisprudència del Tribunal només ha acceptat que la relació emocional i sexual d'una parella del mateix sexe constitueix "vida privada" però no ha considerat que constitueixi "vida familiar", fins i tot quan estava en joc una relació de parella a llarg termini. En arribar a aquesta conclusió, el Tribunal va observar que, malgrat la tendència creixent en diversos Estats europeus cap al reconeixement jurídic i judicial de les parelles de fet estables entre homosexuals, donada l'existència de poc
en comú entre els Estats contractants, aquesta era una esfera en la qual encara gaudien d'un ampli marge d'apreciació. (...) La Cort observa que (...) en molts Estats membres s'ha produït una ràpida evolució de les actituds socials cap a les parelles del mateix sexe. Des de llavors, un nombre considerable d'Estats membres han reconegut legalment a les parelles del mateix sexe (vegeu els paràgrafs 27 a 30). Unes certes disposicions de la legislació de la Unió Europea també reflecteixen una tendència creixent a incloure les parelles del mateix sexe en la noció de "família" (...).

En vista d'aquesta evolució, el Tribunal considera artificial mantenir l'opinió que, a diferència d'una parella de diferent sexe, una parella del mateix sexe no pot gaudir de "vida familiar" a l'efecte de l'article 8. En conseqüència, la relació dels demandants, una parella del mateix sexe que cohabita i viu en una unió estable de facto, entra dins de la noció de "vida familiar", igual que ho faria la relació d'una parella de diferent sexe en la mateixa situació".
Tanmateix, això constitueix un mer obiter dictum que no tingué cap repercussió en el resultat del cas.

### Obiter dictumsobre l'abast de l'article 12 a la llum de la Carta dels Drets Fonamentals de la UE
Un altre obiter dictum del Tribunal es refereix a l'article 8 de la Carta de Drets Fonamentals de la UE:
Per tant, tenint en compte l'Article 8 de la Carta, el Tribunal ja no consideraria que el dret a contreure matrimoni consagrat en l'Article 12 ha de limitar-se en tot moment al matrimoni entre dues persones del sexe oposat. Per consegüent, no pot dir-se que l'Article 12 sigui inaplicable a la demanda dels demandants.
El jutge Malinverni, en la seva opinió, s'ha oposat a aquest obiter dictum:

L'article 12 no és aplicable a les persones del mateix sexe. És cert que, en garantir el dret a contreure matrimoni, l'article 8 de la Carta de Drets Fonamentals de la Unió Europea va ometre deliberadament tota referència als homes i les dones, ja que estableix que "es garantirà el dret a contreure matrimoni i a fundar una família de conformitat amb les lleis nacionals que regulen l'exercici d'aquests drets". Tanmateix, al meu entendre, no es pot deduir res d'això pel que fa a la interpretació de l'article 12 del nostre Conveni. El comentari de la Carta confirma, en efecte, que els redactors de l'Article 8 pretenien que el seu abast fos més ampli que el dels articles corresponents d'altres tractats internacionals. No obstant això, cal no oblidar que l'Article 8 de la Carta garanteix el dret a contreure matrimoni i a fundar una família "de conformitat amb les lleis nacionals que regeixen l'exercici d'aquests drets".

En referir-se d'aquesta manera a la legislació interna pertinent, l'Article 8 de la Carta deixa en mans dels Estats la decisió de si desitgen concedir a les parelles homosexuals el dret a contreure matrimoni. No obstant això, com s'assenyala encertadament en el comentari, "no hi ha cap obstacle per a reconèixer les relacions entre persones del mateix sexe en el context del matrimoni". Ara bé, no existeix un requisit explícit que les lleis internes facilitin aquests matrimonis". Al meu entendre, l'Article 8 de la Carta no hauria de tenir cap relació amb la interpretació de l'Article 12 de la Convenció, que confereix el dret a contreure matrimoni només a persones de sexe oposat.

### Opinions separades
Els jutges Rozakis, Jebens i Spielmann van presentar una opinió dissident conjunta, argumentant que la falta de reconeixement legal de les parelles del mateix sexe a Àustria abans de 2010 constituïa una violació de l'article 14 en relació amb l'article 8
El jutge Malinverni, juntament amb el jutge Kovler, va presentar una opinió concurrent, argumentant que l'article 12 no podia interpretar-se sota cap circumstància com referit a parelles del mateix sexe.

### Sol·licitud de remissió a la Gran Sala
Davant d'una sol·licitud de remissió per part dels demandants, el 22 de novembre de 2010 es va reunir un jurat de la Gran Sala del Tribunal Europeu de Drets Humans, i van rebutjar-la, la qual cosa, la sentència del cas Schalk i Kopf contra Àustria va passar a ser definitiva.